# سامانثا كريستوفوريتي
سامانثا كريستوفوريتي (بالإيطالية: Samantha Cristoforetti ) هي رائدة فضاء وطيارة حربية إيطالية، وُلدت في السادس والعشرين من شهر أبريل (نسيان) عام 1977 في مدينة ميلانو الإيطالية.

## حياتها

### دراستها
درست كريستوفوريتي في جامعة ميونخ التقنية في إطار برنامج تبادل طلابي وفي المعهد العالي للملاحة الجوية والفضاء في فرنسا في تولوز و قد درست الهندسة في جامعة مندليف الروسية للكمياء والتكنولوجية في موسكو، في عام 2001 أتمت كريستوفوريتي دراستها. و حصلت قي عام 2005 على درجة الماجستير في هندسة الطيران والفضاء الجوي من جامعة نابولي فيدريكو الثاني.

### سلاح الطيران
انضمت كريستوفوريتي في عام 2001 إلى القوات الجوية الإيطالية و درست في أكادمية بوتسولي لسلاح الطيران وأنهت دراستها عام 2005. و بعد ذلك تم تدريبها في قاعدة شيبرد آير فورس التابعة إلى القوات الجوية الأمريكية لتصبح طيارة حربية. و بعد إتمام التدريب خدمت بداية من عام 2006 في جناح وحدة الطيران الحربي (51º Stormo Ferruccio Serafini ) في إسترانا وفي جناح وحدة الطيران (32° Stormo „Armando Boetto“ ) في أمندولا.

### السفر إلى الفضاء
استطاعت كريستوفوريتي التغلب على أكثر من 8400 متقدم لعملية اختيار وكالة الفضاء الأوروبية، و في العشرين من مايو (آيار) عام 2012 في باريس تم تقديمها رسميًا على أنها المرأة الوحيدة بجانب ستة رواد فضاء في المسار الأوروبي لرواد الفضاء.

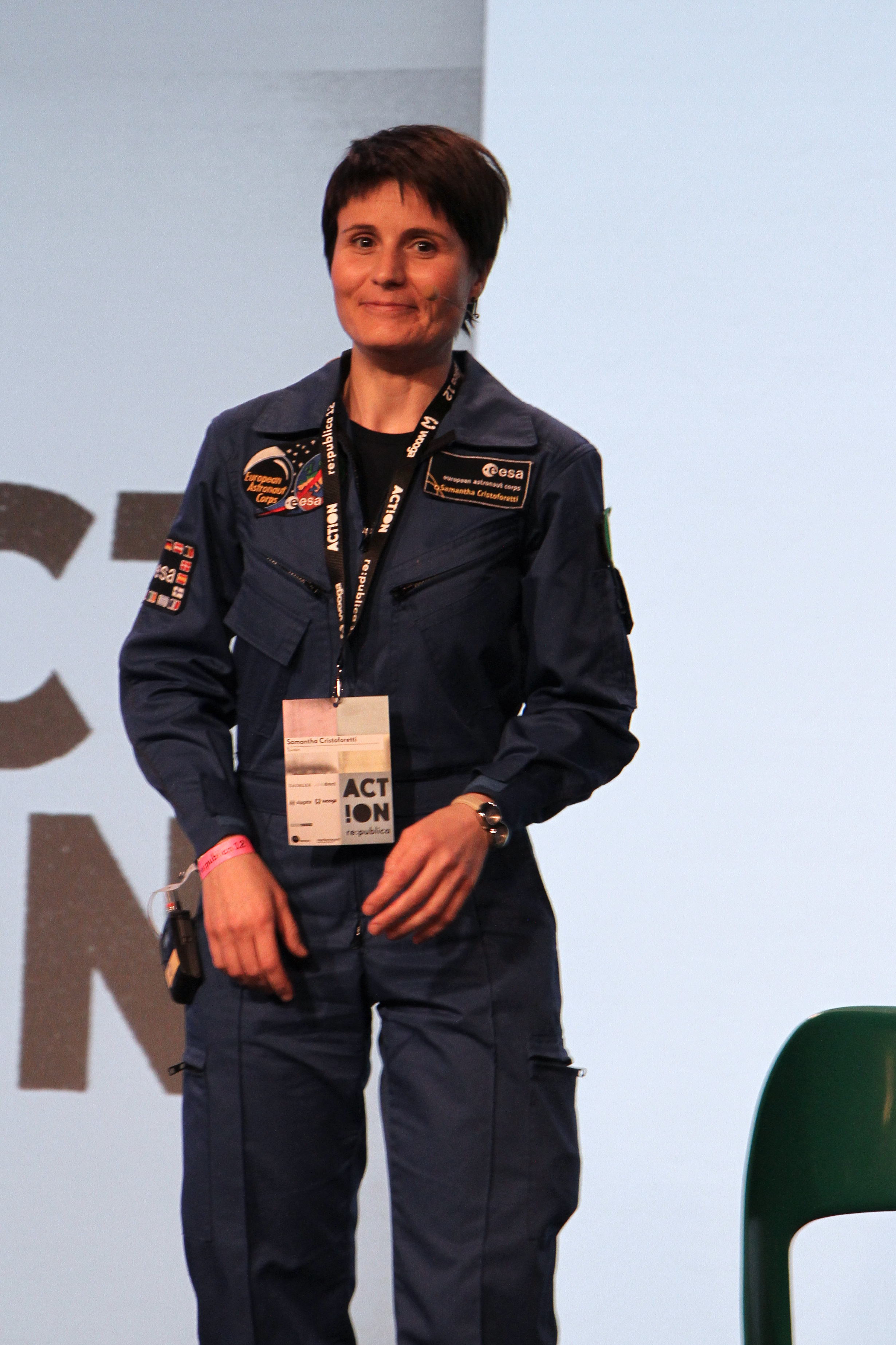
سامنثا كريتوفوريتي في برلين عام 2012

في الثالث من شهر يوليو (تموز) عام 2012 أعلنت وكالة الفضاء الأوروبية بأن كرستوفوريتي ستبدأ رحلة طويلة في محطة الفضاء الدولية في عام 2014. و بالفعل في الثالث والعشرين من شهر نوفمبر (تشرين الثاني) عام 2014 أنطلقت كرستوفوريتي بالسفينة الفضائية (Sojus TMA-15M) متجهة إلى محطة الفضاء الدولية، كما أنها أصحبت في فريق بعثة محطة الفضاء الدولية الثانية والأربعين والثالثة والأربعين. و في يوم السابع من يونيو (حزيران) عام 2015 وهو اليوم المئة خمسة وتسعون لبعثتها حلت محل رائدة الفضاء الأمريكية سونيتا ويليامز كمسجلة رحلات الفضاء الطويلة عن فئة النساء. و تم الهبوط بنجاح في الحادي عشر من يوليو (تموز) عام 2015 .
تم تكريم كريستوفوريتي في السادس من مارس (آذار) عام 2013 بوسام الاستحقاق من الجمهورية الايطالية.

## حياتها الشخصية

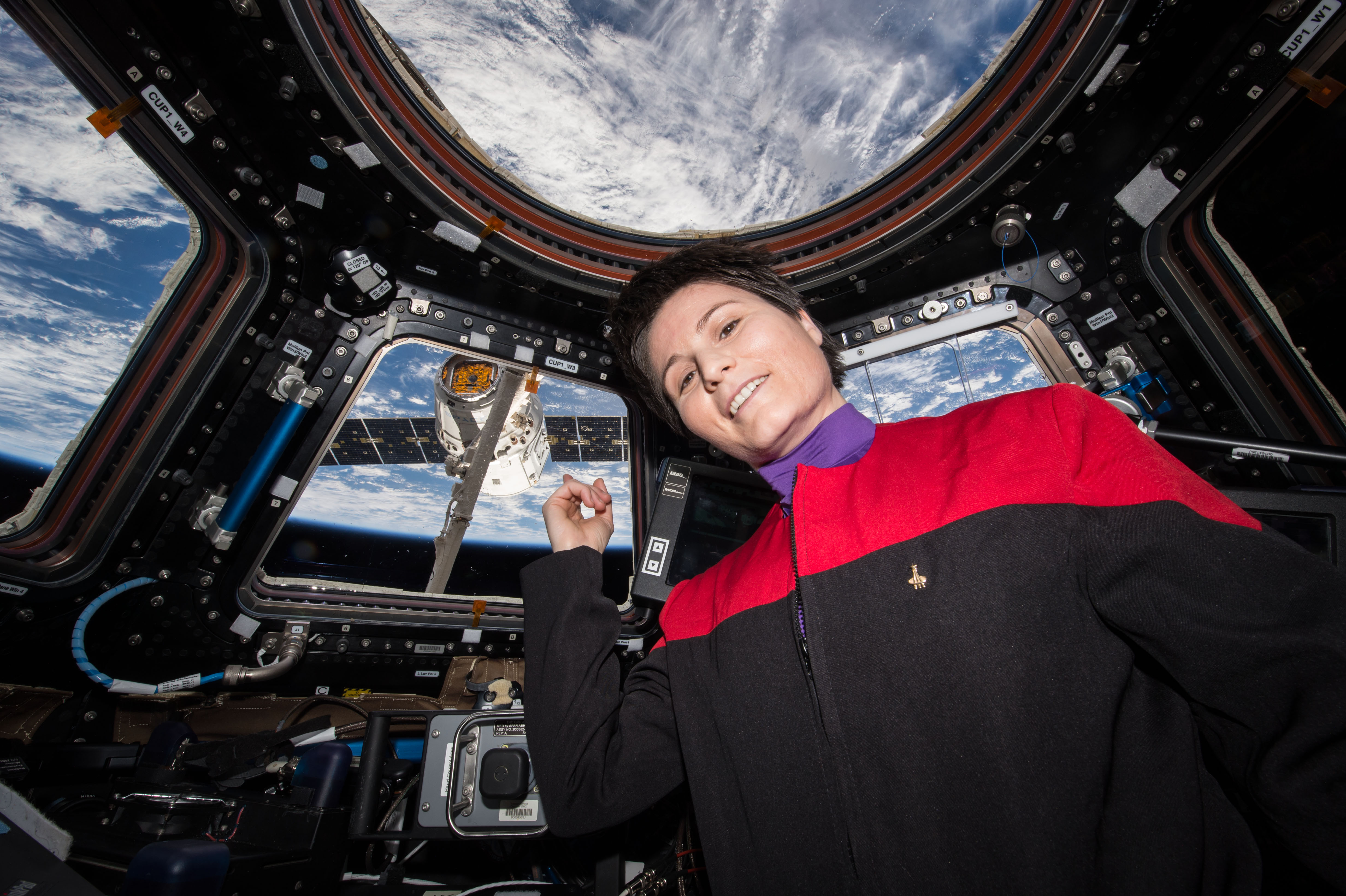
سامانثا كريستوفوريتي تشير في القبة إلى SpaceX CRS-6

إن هوايات كريستوفوريتي هي تسلق جبال وغوص واكتشاف المغارات وتعلم اللغة الصينية، فهي تتحدث اللغة الإيطالية كلغة أم وبجانبها تتحدث الإنجليزية والألمانية والفرنسية والروسية.
و هي ككثير من رواد الفضاء من هواه اللاسلكي للهواة و رمز النداء الخاص بها IZ0UDF.

## التكريمات والأوسمة
- إيطاليا  وسام استحقاق الجمهورية الإيطالية برتبة قائد في 6 مارس, 2013 [8]
- إيطاليا  وسام استحقاق الجمهورية الإيطالية برتبة فارس الصليب الأكبر في 16 يوليو, 2015 [8]

## وصلات خارجية
- سامانثا كريستوفوريتي على موقع IMDb (الإنجليزية)
- سامانثا كريستوفوريتي على موقع مونزينجر (الألمانية)
- سامانثا كريستوفوريتي على موقع ميوزك برينز (الإنجليزية)
- سامانثا كريستوفوريتي على موقع قاعدة بيانات الفيلم (الإنجليزية)
- سيرة ذاتية قصيرة لسامانثا كريستوفوريتي على موقع وكالة الفضاء الأوروبية  (باللغة الإنجليزية)
- سيرة ذاتية قصيرة لسامانثا كريستوفوريتي على موقع Spacefacts.de الألماني
- مقابلة مع سامانثا كريستوفوريتي